# Élodie Jacquier-Laforge
Pour les articles homonymes, voir Jacquier (homonymie) et Laforge.
 (juin 2022).
Si vous disposez d'ouvrages ou d'articles de référence ou si vous connaissez des sites web de qualité traitant du thème abordé ici, merci de compléter l'article en donnant les références utiles à sa vérifiabilité et en les liant à la section « Notes et références ».
Élodie Jacquier-Laforge, née le 15 avril 1978 à Grenoble (Isère), est une femme politique française.
Membre du Mouvement démocrate, elle est élue députée dans la neuvième circonscription de l'Isère lors des élections législatives de 2017, réélue en 2022.  Elle est vice-présidente de l'Assemblée nationale dès le 29 juin 2022. Elle se représente mais, battue, quitte ces fonctions à la suite de la dissolution de l'Assemblée nationale en 2024.

## Biographie

### Formation
Jusqu'au baccalauréat, Élodie Jacquier-Laforge a suivi sa scolarité du secondaire au sein de l'établissement privé Notre-Dame-des-Victoires, à Voiron (Isère).
Elle est titulaire d'un DEA en sciences politiques de l'université Panthéon-Assas (2002) et d'un DESS « Droit de la vie politique », de l'université Paris-Nanterre (2003).

### Carrière professionnelle
De 2004 à 2016, Élodie Jacquier-Laforge est la collaboratrice parlementaire de la sénatrice MoDem du Loir-et-Cher et vice-présidente du Sénat, Jacqueline Gourault, (Groupe UC-UDI).
Entre 2016 et 2017, Élodie Jacquier-Laforge est la déléguée générale de la Fédération française des entreprises de crèches.
Depuis novembre 2024, elle est directrice générale d'Intercommunalités de France, après avoir été brièvement directrice générale adjointe, à compter de septembre 2024.

### Parcours politique
Choisie par le MoDem pour le représenter aux élections législatives de juin 2017, Élodie Jacquier-Laforge est élue députée dans la neuvième circonscription de l'Isère, couvrant les cantons de Voiron, Tullins-Rives et Sud Grésivaudan. Elle obtient 60,25 % des suffrages exprimés au second tour, face à Bruno Gattaz des Républicains.
Elle est candidate à sa réélection aux élections législatives de 2022. Elle est réélue députée avec 53,8 % des suffrages exprimés face à Sandrine Nosbé (LFI-NUPES). Son mandat se termine le 9 juin 2024.
Arrivée troisième derrière Sandrine Nosbé, de peu deuxième devant elle, et la candidate RN Cécile Bène, largement première, elle est qualifiée dans le cadre d'une triangulaire, dans la circonscription où elle est sortante, à la suite du premier tour des élections législatives anticipées des 30 juin et 7 juillet 2024, mais, comme certains candidats de la coalition présidentielle, elle annonce son désistement par opposition à l'extrême droite. Sandrine Nosbé lui succède.

## Mandats et fonctions
Dès le 21 juin 2017 : députée de la 9e circonscription de l'Isère.
Élodie Jacquier-Laforge est membre de la commission des Lois constitutionnelles, de la Législation et de l'Administration générale de la République.
Depuis 2020, elle est conseillère municipale de Bilieu (Isère).
Le 29 juin 2022, elle est élue vice-présidente de l'Assemblée nationale.

## Activité parlementaire
Élodie Jacquier-Laforge est l'auteure de la proposition de loi visant à renforcer la parité dans les fonctions électives et exécutives du bloc communal, en particulier dans les communes de moins de 1 000 habitants et leurs intercommunalités. Nommée rapporteure du texte, elle obtient son vote en première lecture, notamment avec le soutien du groupe parlementaire socialiste et du groupe parlementaire GDR/Parti communiste.